# Quivicán

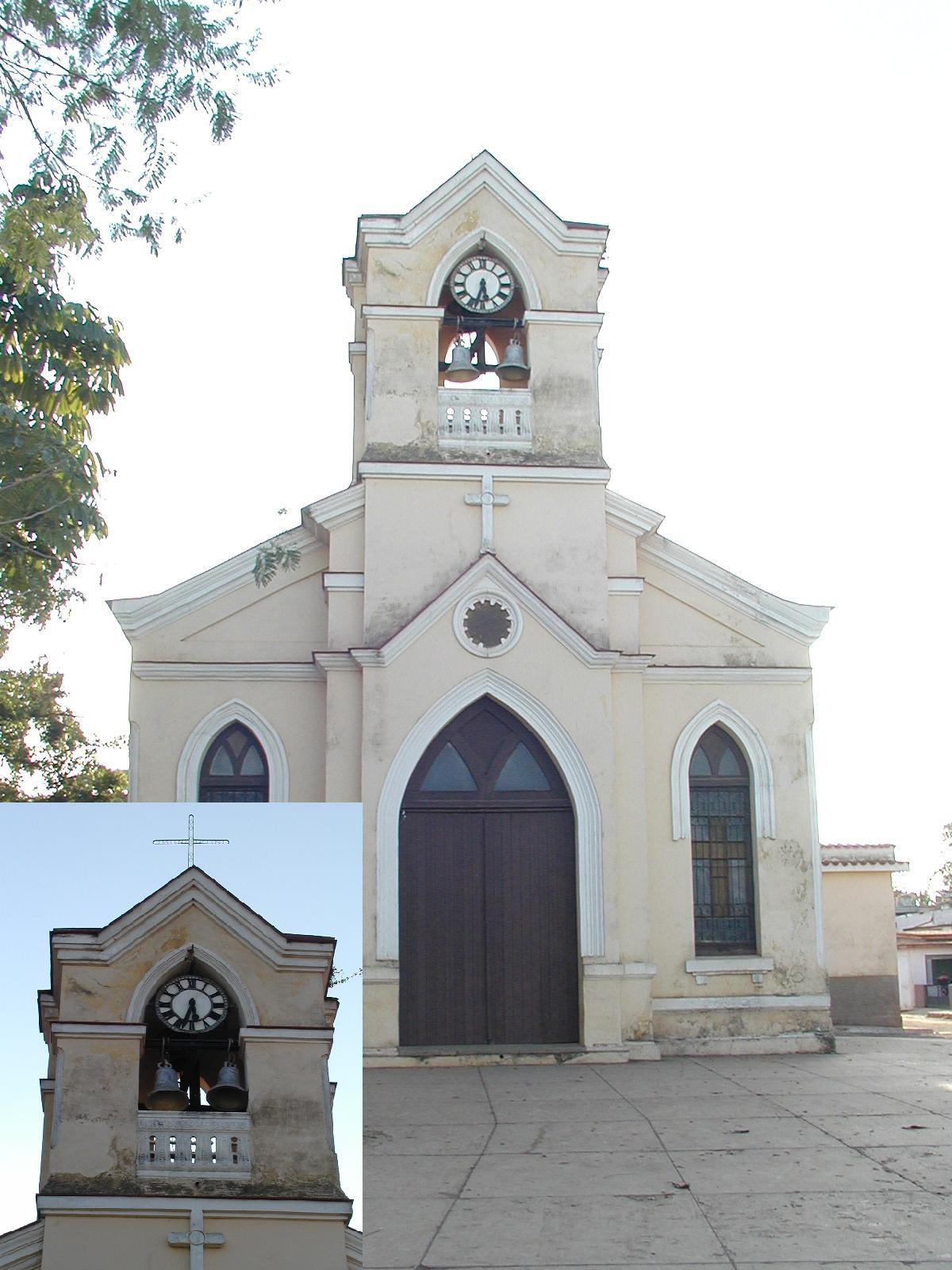
Kyrkan Parroquial San Pedro Apóstol

Municipio de Quivicán är en kommun i Kuba.   Den ligger i provinsen Provincia Mayabeque, i den västra delen av landet, 40 km söder om huvudstaden Havanna. Kommunen låg fram till 2010 i den tidigare provinsen Havanna. 
Quivicán grundades år 1700 och räknas som en av tjugo äldsta orterna i Kuba. År 2010 hade kommunen 27 862 invånare på en yta av 283 km².
Den kubansk-svenske jazzpianisten Bebo Valdés växte upp i Quivicán.